# ننگ بشری (فیلم)
ننگ بشری (به انگلیسی: The Human Stain) فیلمی درام به کارگردانی رابرت بنتون محصول شرکت میرامکس آمریکا است. فیلمنامه این کار از نیکولاس مایر بر اساس رمانی به همین نام از فیلیپ راث نوشته شده‌است. در این فیلم آنتونی هاپکینز و نیکول کیدمن به ایفای نقش پرداخته‌اند.

## داستان
در اواخر دهه ۱۹۹۰، ناتان زاکرمن، نویسنده، پس از دومین طلاقش و مبارزه با سرطان پروستات، در کلبه‌ای در کنار دریاچه‌ای در نیوانگلند ساکن شده است. زندگی آرام او توسط کولمن سیلک، رئیس سابق دانشکده و استاد ادبیات کلاسیک در کالج محلی آتنا، که پس از متهم شدن به اظهار نظر نژادپرستانه در کلاس مجبور به استعفا شد، مختل می‌شود. همسر کولمن پس از این رسوایی ناگهان درگذشت و او می‌خواهد با نوشتن کتابی درباره این وقایع با کمک ناتان، انتقام از دست دادن شغل و همراهش را بگیرد.
این پروژه زمانی به تعویق می‌افتد که کولمن با زن جوان‌تری به نام فاونیا فارلی، زنی نیمه‌باسواد که با کارهای پست، از جمله در دانشگاه، امرار معاش می‌کند، رابطه برقرار می‌کند. رابطه آنها توسط اعضای هیئت علمی که کولمن را از کارش مجبور به ترک تحصیل کرده‌اند و همچنین توسط همسر سابق فاونیا، لستر، یک کهنه سرباز جنگ ویتنام که از نظر ذهنی نامتعادل است و فاونیا را به خاطر مرگ فرزندانشان در یک تصادف سرزنش می‌کند، تهدید می‌شود. فلش‌بک‌هایی از زندگی کولمن، راز او را برای مخاطب آشکار می‌کند؛ او یک آمریکایی آفریقایی‌تبار است که بیشتر دوران بزرگسالی خود را به عنوان یک مرد یهودی سفیدپوست «به تصویر کشیده» است.

## بازیگران
- آنتونی هاپکینز در نقش کولمن سیلک

- ونتورث میلر در نقش کولمن سیلک جوان

- نیکول کیدمن در نقش فاونیا فارلی

- گری سینایس در نقش ناتان زاکرمن

- اد هریس در نقش لستر فارلی

- جاسیندا برت در نقش استینا پالسون

- میمی کیزیک در نقش دلفین روکس

- کلارک گرگ در نقش نلسون پریموس

- جان فین در نقش لویی بوررو

- آنا دیویر اسمیت در نقش دوروتی سیلک

- فلیس نیومن در نقش آیریس سیلک

- هری لنیکس در نقش کلارنس سیلک

- تام راک در نقش باب کت

- لیزان میچل در نقش ارنستین سیلک

- دنی بلانکو-هال در نقش والتر سیلک

- کری واشنگتن در نقش الی

- مارگو مارتیندال در نقش روانشناس